# Guldfiskarna
Guldfiskarna (franska: Les poissons rouges) kan avse två oljemålningar av den franske konstnären Henri Matisse. Båda skildrar ett stilleben och utfördes 1912 i konstnärens ateljé i Issy-les-Moulineaux utanför Paris.
Under perioden 1911–1915 målade Matisse ett flertal verk med guldfiskar. Guldfiskar har varit en del av den europeiska kulturen sedan 1600-talet. Guldfisk domesticerades i Kina för över 1 000 år sedan och började genom selektiv avel på guldfärgade individer odlas som prydnadsfisk. Särskilt på 1800-talet kunde de hittas i europeiska medelklasshem. 

## Moskvaversionen
Målningen utmärks av klara starka färger och visar en glasskål med fyra guldfiskar som står på ett trädgårdsbord som är omgivet av blommande grönska. Den förvärvades av den ryske affärsmannen och konstsamlaren Sergej Stjukin(en) direkt av konstnären i hans ateljé i Issy-les-Moulineaux. Stjukin ägde sedan tidigare flera Matissetavlor, däribland Harmoni i rött (1908) och Dansen II. Efter ryska revolutionen 1917 konfiskerades Stjukins konstsamling och själv flydde han till Paris där han avled 1936.

## Köpenhamnsversionen
Köpenhamnsversionen är signerad i det nedre vänstra hörnet och ingår sedan 1928 i Statens Museum for Kunsts samlingar. Målningen kombinerar två av Matisses vanligaste motiv: liggande skulptur/kvinna och guldfiskar. Till sin komposition är den mycket lik Ateljé med guldfiskar, en målning av Matisse från samma år som är utställd på Barnes Foundation. 
Matisse verkade även som skulptör och bildens skildrar hans egen bronsskulptur Liggande modell I (Aurora) från 1907. Motivet – en liggande naken kvinna med utsträckt armbåge och handen vilande på huvudet – förekommer första gången redan 1904 i målningen Luxe, calme et volupté. Den återkommer senare i bland annat Livsglädjen (1906),  Blå akt (minne av Biskra) (1907) och Bronsfiguren (1908). 

## Bildgalleri

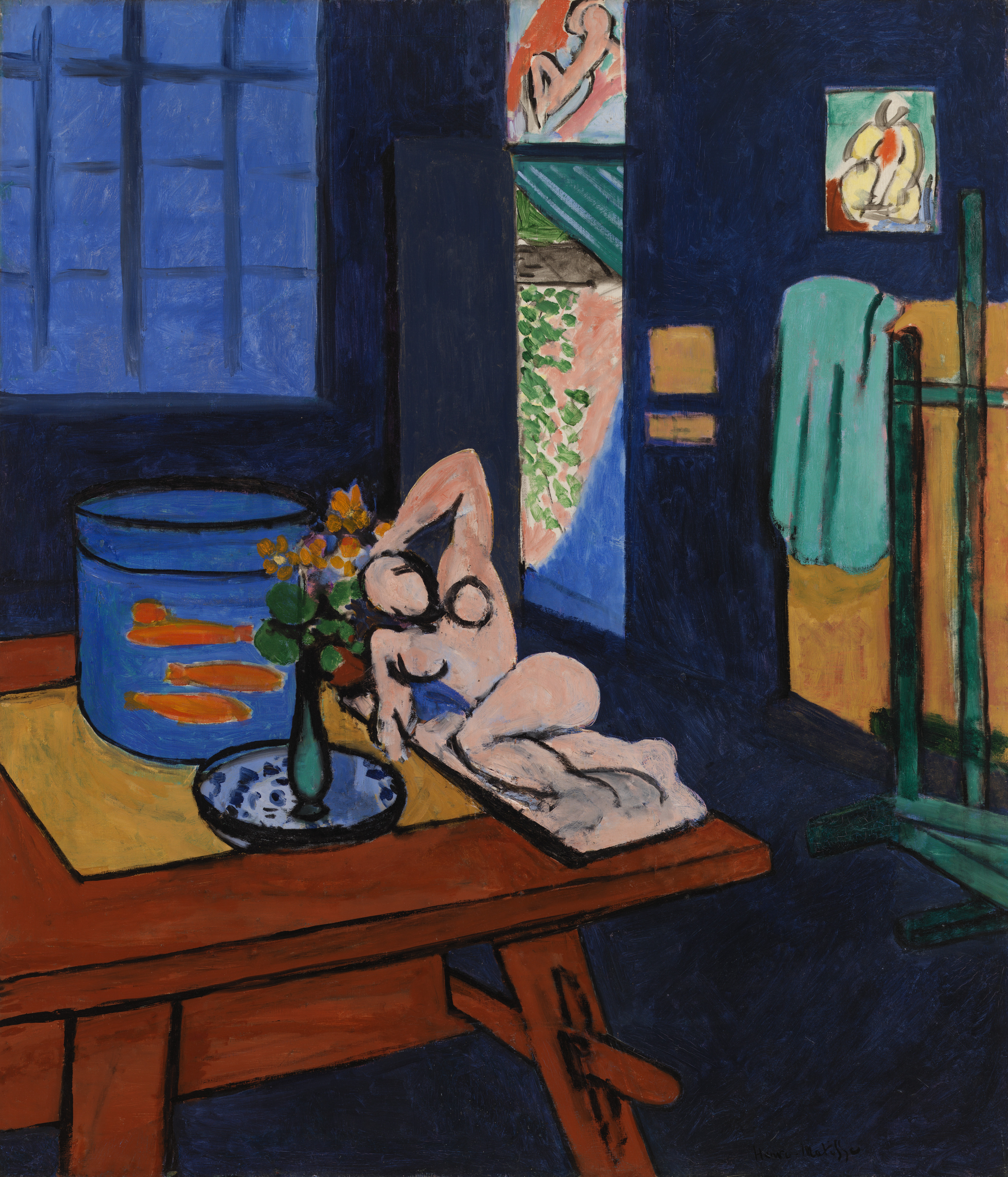
Ateljé med guldfiskar från 1912 (L'Atelier aux poissons rouges, 118 × 101,5 cm), Barnes Foundation.
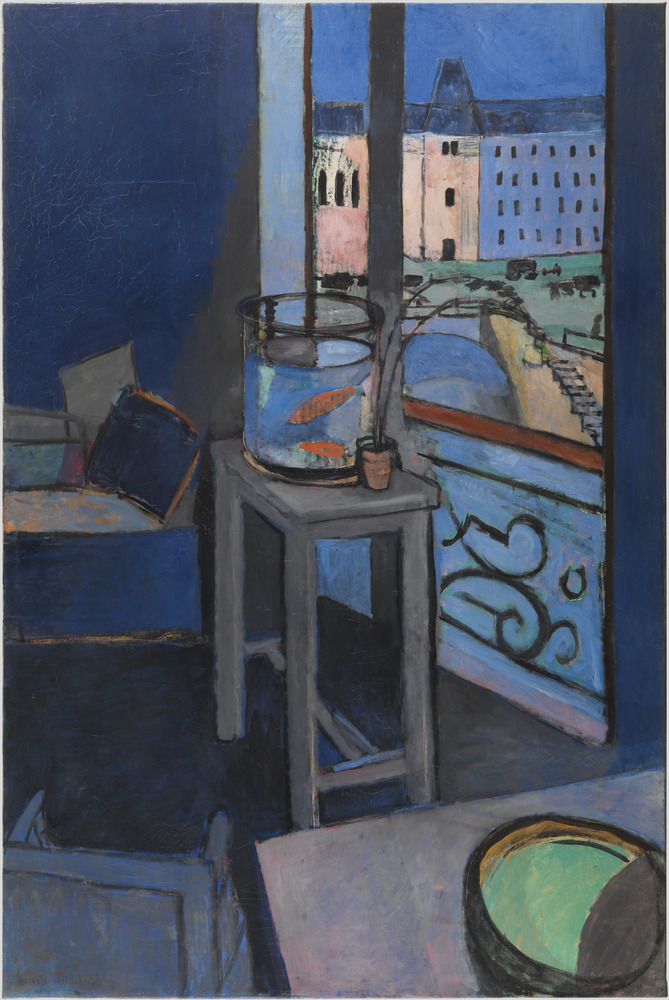
Interiör med guldfiskskål (1914), Centre Georges-Pompidou.